# Шведерле, Симон
Симон Шведерле (фр. Jacques Joseph Simon нем. Schwaederlé; 27 апреля 1818, Страсбург — 1 апреля 1895, Страсбург) — эльзасский скрипач и музыкальный педагог.
Сын скрипачки и скрипичного мастера. По преданию, ещё в юном возрасте был отмечен как подающий надежды гастролировавшим в Страсбурге Николо Паганини.
В 1840 г. окончил Парижскую консерваторию, ученик Пьера Байо; в период обучения играл, с 1836 г., в оркестре Парижской оперы. Одновременно выступал и как солист — известна, в частности, высокая оценка Гектором Берлиозом исполнения Симоном Шведерле скрипичного концерта Виотти.
В 1842 г. вернулся в родной город. В 1855—1867 гг. занимал пост концертмейстера в новосозданном Страсбургском филармоническом оркестре, возглавлял ведущий городской струнный квартет и вообще был одной из центральных фигур в музыкальной жизни города. В 1867 г. на некоторое время вернулся в Париж, чтобы дать образование своим детям.
С 1855 г. (с перерывом) профессор Страсбургской консерватории, учитель Эмиля Соре и Луи Рея.